# Contea di Drew
La contea di Drew, in inglese Drew County, è una contea dello Stato dell'Arkansas, negli Stati Uniti. La popolazione al censimento del 2000 era di 18 723 abitanti. Il capoluogo di contea è Monticello. Il nome le è stato dato in onore di Thomas Drew, terzo governatore dell'Arkansas.

## Geografia fisica
La contea si trova nella parte sud-orientale dell'Arkansas. L'U.S. Census Bureau certifica che l'estensione della contea è di 2164 km², di cui 2145 km² composti da terra e i rimanenti 19 km² composti di acqua.

### Contee confinanti
- Contea di Lincoln (Arkansas) - nord
- Contea di Desha (Arkansas) - nord-est
- Contea di Chicot (Arkansas) - sud-est
- Contea di Ashley (Arkansas) - sud
- Contea di Bradley (Arkansas) - ovest
- Contea di Cleveland (Arkansas) - nord-ovest

### Principali strade ed autostrade
- U.S. Highway 165
- U.S. Highway 278
- U.S. Highway 425
- Highway 4
- Highway 8
- Highway 35
- Highway 83
- Highway 530

## Storia
La Contea di Drew venne costituita il 26 novembre 1846.

## Città e paesi
- Jerome
- Monticello
- Tillar
- Wilmar
- Winchester